# Club des hockeyeurs roannais
Le Club des hockeyeurs roannais est un club français de hockey sur glace domicilié à Roanne dans le département de la Loire (Auvergne-Rhône-Alpes). Le club est surnommé les Renards roannais et évolue en Division 2, après avoir été champion de France de division 3 lors de la saison 2012-2013.

## Présidents
- 1986-1992 : Robert Mommeransy

[...]
- depuis 2003 : Brigitte Bonnefond[1]

## Palmarès

### Compétitions nationales
- Championnat de France Division 3 : 2013

## Effectif
| No    | Nom                    | Nat. | Position       | Arrivée                                   |
| ----- | ---------------------- | ---- | -------------- | ----------------------------------------- |
| +001, | Tim Cachard            |      | Gardien de but | 2019 - Northumberland Stars               |
| +033, | Bastien Bonnefond      |      | Gardien de but | 2013 - Red Ice HC II                      |
| +034, | Matthieu Depanian      |      | Gardien de but | 2022 - Bouquetins du HCMP                 |
| +014, | Victor Fournier        |      | Défenseur      | Formé au club                             |
| +017, | Lydéric Puravet        |      | Défenseur      | Formé au club                             |
| +018, | Sulyvan Puravet        |      | Défenseur      | 2022 - Sangliers Arvernes de Clermont     |
| +027, | Martin Obuch – A       |      | Défenseur      | 2021 - sans club                          |
| +028, | Allan Villand          |      | Défenseur      | 2019 - Pirates de Ville-Marie             |
| +055, | Thomas Ravanel – C     |      | Défenseur      | 2016 - Lions de Lyon                      |
| +062, | Romain Bonnefond       |      | Défenseur      | 2013 - Red Ice HC                         |
| +007, | Félix De Coquereaumont |      | Centre         | 2020 - Hisingens IK                       |
| +008, | Aleksandrs Visockis    |      | Ailier         | 2022 - Corsaires de Dunkerque             |
| +009, | Aurélien Haaser        |      | Centre         | 2020 - Bouquetins du HCMP                 |
| +011, | Tommy Lee              |      | Attaquant      | 2022 - Åmåls SK                           |
| +012, | Lucas Lacroix          |      | Ailier         | 2021 - Boxers de Bordeaux U20             |
| +013, | Vladislavs Ļeščovs     |      | Ailier         | 2014 - Red Ice HC U20                     |
| +019, | Thomas Saunier         |      | Ailier         | 2019 - Vipers de Montpellier              |
| +066, | Souleymane Oulmantich  |      | Attaquant      | Formé au club                             |
| +067, | Rémy Granoux           |      | Ailier         | 2021 - Sangliers Arvernes de Clermont     |
| +071, | Théo Perrenoud         |      | Attaquant      | 2022 - Étoile noire de Strasbourg II      |
| +088, | Clément Grossetete     |      | Ailier         | 2020 - Sangliers Arvernes de Clermont U20 |
| +089, | Blake Luscombe         |      | Centre         | 2022 - IK Guts                            |
| +091, | Eddy Thonnessen        |      | Ailier         | 2021 - Étoile noire de Strasbourg         |